# Danielle Mérian
Pour les articles homonymes, voir Merian.
Danielle Mérian, née Danièle Savarit, en 1938, est  avocate honoraire au barreau de Paris. Militante chrétienne et féministe, elle est remarquée au lendemain des attentats du 13 novembre 2015 pour son discours lui valant l'admiration de nombreuses personnes.

## Biographie

### Jeunesse et famille
Danielle Mérian naît en 1938 ; elle est la fille du journaliste de télévision Claude Darget (de son vrai nom Christian Savarit) et de Simone Papin. Elle a un frère, Claude Savarit, producteur à la télévision, présentateur d'Intervilles et de Jeux sans frontières.
En 1945, son père, alors correspondant de guerre avec l'armée canadienne, rentre d'un reportage effectué sur les camps de concentration nazis ; malgré la défense formelle de celui-ci, Danielle regarde les photographies ; le choc de ces images est déterminant dans le choix de sa carrière et de son engagement.
Elle étudie le droit durant la guerre d'Algérie et se fiance à cette période.

### Engagements
Son engagement lui vient d'abord de sa foi chrétienne.
À partir de 1975, elle milite avec son mari,  Adrien Mérian, directeur de la Mutuelle des Affaires Etrangères, au sein de l'ACAT, l'Action des Chrétiens pour l'Abolition de la  Torture, notamment en soutien aux Grands-mères de la place de Mai ou pour l'abolition des exécutions capitales, ainsi que pour la libération ou l'amélioration des conditions de détention des prisonniers politiques.
Après la mort de son mari en 1995 , elle continue à militer ; ses principaux terrains d'engagement sont outre l'ACAT, avec PRSF (PRisonniers Sans Frontières) l'amélioration des conditions de détention en Afrique de l'Ouest, avec PARCOURS D'EXIL le soin aux torturés, avec SOS Africaines en Danger la lutte  contre l'excisionet le mariage forcé.
Elle soutient Témoignage chrétien.

### Après les attentats du 13 novembre 2015
Le lendemain des attentats du 13 novembre 2015, elle apporte une fleur devant le Bataclan, en hommage aux victimes. Interrogée par la télévision, elle lance un message de paix, qui touche beaucoup de téléspectateurs, les réseaux sociaux et même le New York Times. Elle y incite notamment les Français à relire le roman d'Ernest Hemingway Paris est une fête.
Cette prise de position lui vaut de nombreux remerciements de téléspectateurs,.

## Œuvres
- Danielle Mérian et Tania de Montaigne, Nous n'avons pas fini de nous aimer, Paris, Grasset, coll. « Documents Français », 2016, 144 p. (ISBN 978-2-246-86272-7)
- Préface de Paris sera toujours une fête, Gallimard, coll.folio 2€, 2016, un hommage littéraire à Paris
- Préface de Je suis PARIS, Michel Lafon, 2016, un millier d'hommages du 13 novembre 2015